# Mars (1561)
Mars (також відомий як швед. Makalös — незрівняний та швед. Jutehataren — ненависник данців) — шведський флагманський галеон флоту короля Еріка XIV Васа. Найбільший корабель на Балтиці XVI ст.

## Історія

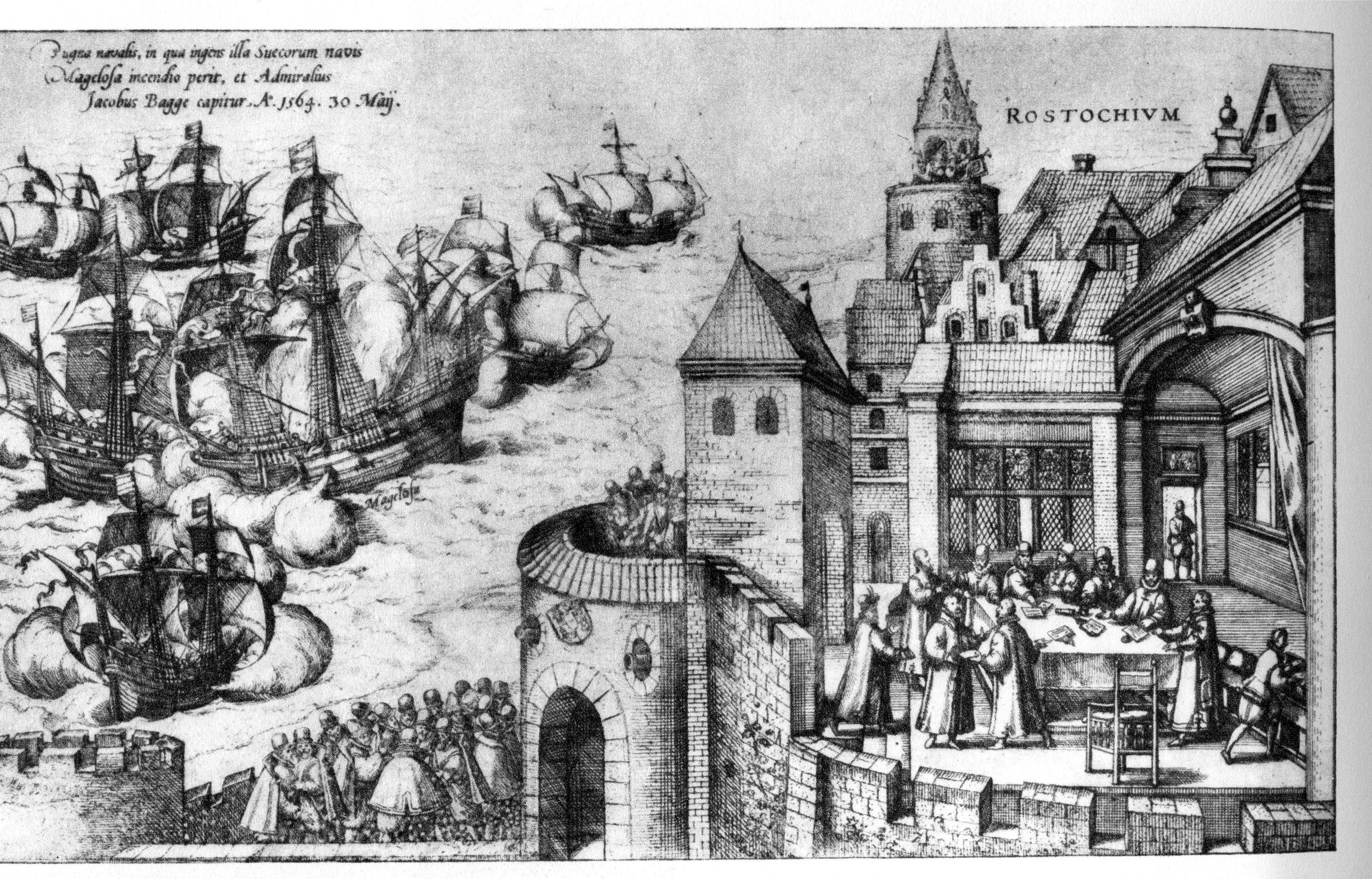
Союзні кораблі атакують «Марс». Франц Гоґенберґ. 1586

Галеон (королівський корабель швед. regalskeppet) згідно з королівською програмою 1558 будівництва великих кораблів збудував корабел Гольґер Олссон на корабельні у Біркенес північніше Кальмару (1561 рік — січень — серпень 1563 року). Ерік XIV Васа даним кораблем хотів справити враження на ворогів і контролювати Балтику. Не збереглось достовірних даних про розміри корабля. Він був озброєний 173—107 гарматами. По водотоннажності він у майже 1,5 раза перевищував відомий шведський флагман Vasa.
Незабаром «Mars» взяв участь у Війні трьох корон (Першій північній війні, 1563—1570). Проти флоту Швеції виступив союзний флот Данії, Любеку і Речі Посполитої. Флот Швеції з 37 кораблів (16 великих кораблів) під командою Якоба Багге вийшов в море, щоб 30 травня 1564 року зустрітись із флотом Данії (16 великих кораблів) адмірала Герлуфа Тролле і флотом Любека (10 великих кораблів) адмірала Фрідріха Кнебеля. Першого дня шведи завдали пошкоджень ворожим кораблям. Зранку шведи атакували ворогів з попутним вітром, «Марс», «Елефант», «Фінска Сван» вирвались вперед, але напрям якого змінився, надавши перевагу союзному флоту. Зрештою в оточенні ворожих кораблів опинився «Mars», який потопив один любекський корабель, пошкодив декілька данських. Але «Mars» взяли на абордаж «Fuchs» і флагман флоту «Engel» з Любеку, данський «Byens Løffue». Під час жорстокого бою «Mars» загорівся і Багге вирішив здатись. Частина екіпажу (до 100 моряків) перейшла на «Engel». У час грабежу моряками з Любеку вибухнула крюйт-камера і «Mars» затонув приблизно з 800—1000 любекськими, данськими, шведськими моряками.

### Віднайдення корабля
19 серпня 2011 року дослідний корабель Ocean Discovery віднайшов рештки «Марса» на глибині 75 м. Підняли бронзові гармати, срібні монети 1563 року, що опосередковано підтверджувало дані про те, що «Mars» перевозив кошти для найму німецьких ландскнехтів.